# Eddie Rudolph
Edward John „Eddie“ Rudolph (* 31. August 1941 in Highland Park; † 19. Juli 2009 in Boulder) war ein US-amerikanischer Eisschnellläufer.
Rudolph nahm von 1960 bis 1964 an internationalen Wettbewerben teil. Dabei belegte er bei den Olympischen Winterspielen 1960 in Squaw Valley den 35. Platz über 1500 m sowie den zehnten Rang über 500 m und bei den Olympischen Winterspielen 1964 in Innsbruck den 26. Platz über 1500 m sowie den sechsten Rang über 500 m. 1961 wurde er US-amerikanischer Meister im Eisschnelllauf und im Jahr 1962 US-amerikanischer Meister im Bahnradsprint. Zudem nahm er an zwei Weltmeisterschaften teil, wobei er im Jahr 1962 in Moskau den 19. Platz und im Jahr 1963 in Karuizawa den 22. Platz im Großen Vierkampf errang. Nach seiner Karriere gründete er ein Marketing- und Entwicklungsunternehmen in Colorado. Im Juli 2009 starb nach er nach einem Autounfall.

## Persönliche Bestzeiten
| Disziplin | Zeit       | Datum             | Ort          |
| --------- | ---------- | ----------------- | ------------ |
| 500 m     | 40,0 s     | 26. Dezember 1963 | Rosemont     |
| 1500 m    | 2:13,5 min | 17. Februar 1960  | Squaw Valley |
| 3000 m    | 4:56,4 min | 11. Februar 1962  | Hamar        |
| 5000 m    | 8:19,0 min | 24. Februar 1963  | Karuizawa    |